# Wesley Fofana
Wesley Fofana, född 17 december 2000 i Marseille, är en fransk fotbollsspelare som spelar för Chelsea i Premier League.

## Klubbkarriär

### Saint-Étienne
Fofana skrev på sitt första professionella kontrakt den 15 maj 2018. Han gjorde sin debut för klubben mot OGC Nice i en Ligue 1-match som Saint-Étienne vann med 3-0.

### Leicester City
Den 2 oktober 2020 skrev han på för den engelska klubben Leicester City.

### Chelsea
Den 31 augusti 2022 värvades Fofana av Chelsea, där han skrev på ett sjuårskontrakt.